# Medfield (hrabstwo Norfolk)
Medfield – jednostka osadnicza w Stanach Zjednoczonych, w stanie Massachusetts, w hrabstwie Norfolk.